# 祝其县
祝其县，中国古县名。
西汉置，治所在今江苏省赣榆县西北。属东海郡。南朝宋废。唐朝武德四年（621年）于故地置新乐县，六年复名祝其，屬海州，八年（625年）并入怀仁县。